# Tramstation Zurenborg
Tramstation Zurenborg was een tramstation van de NMVB waaruit tramlijnen 41 en 42 vertrokken.

## Beschrijving
Het stationsgebouw lag in het district Berchem op hoek van het Tramplein en de Pretoriastraat bij Antwerpen. Achter het reizigersstation lag een stelplaats en goederenstation ingeklemd tussen de Krugerstraat en het verhoogde spoor van lijn 27A. Er was ook een helling met vierrailig spoor die een verbinding vormde met de sporen van de NMBS op het viaduct. Trams konden met behulp van een tussenwagen met normaalspoor buffers goederenwagens van de NMBS beneden tot in het tramstation brengen. 

## Geschiedenis
Op 15 augustus 1885 vertrok de eerst tram naar Wijnegem vaart, later zou deze lijn worden doorgetrokken tot Hoogstraten en Turnhout. In 1897 werd het stationsgebouw opgeleverd. Op 31 oktober 1889 werd de lijn naar Lier via Broechem geopend. Beide lijnen werden geëxploiteerd door de Antwerpsche Maatschapij voor den Dienst der Buurtspoorwegen.
Na de Eerste Wereldoorlog werden de sporen omgebouwd van kaapspoor tot meterspoor. De exploitatie werd overgenomen door de NMVB. Vanaf 1924 wordt het stationsgebouw de directiezetel van de groep Antwerpen, een functie die het gebouw zou behouden tot 1952. In 1926 werden zowel de baanvakken Antwerpen - Schilde als Antwerpen - Wommelgem geëlektrificeerd. Een deel van de trams rijdt niet meer tot Zurenborg en eindigen aan de stadstram bij de Driehoekstraat (nu Stenenbrug) in Borgerhout.
Vanaf 3 juni 1935 rijden alle trams uit de Kempen door tot de Victorieplaats (huidige Franklin Rooseveltplaats). Veel mensen kwamen ter goeder trouw nog steeds naar Zurenborg. Daarom legde de NMVB korte tijd lijn 43 in naar Broechem om deze verwarde reizigers te vervoeren.
Na 1935 komen er nog sporadisch reizigerstrams tot Zurenborg. Het station blijft vooral voortbestaan voor het goederenvervoer en als stelplaats.
In 1965 wordt de site afgebroken en komt er een busgarage voor de MIVA in de plaats. Later werd deze overgenomen door De Lijn en in 2024 werd de busstelplaats gesloten.